# Кафедральний костел Святих Апостолів Петра і Павла (Кам'янець-Подільський)
Кафедральний костел Святих Апостолів Петра і Павла — чинний кафедральний католицький костел у місті Кам'янці-Подільському (Хмельницька область). Визначна пам'ятка історії культури та архітектури України, одна з головних туристичних атракцій міста.
Архітектурний ансамбль Костелу Святих Апостолів Петра і Павла охоплює: власне костел, дзвіницю, тріумфальну арку та мінарет. Містить риси архітектури ренесансу, бароко, неоготики.

## Опис
Станом на 2010 рік складовими ансамблю Кам'янецького кафедрального костелу святих Апостолів Петра і Павла є:
- Костел — базилікального типу, тринавовий. Стіни — муровані на вапняковому розчині;
- Дзвіниця (1646—1648)— розташована з північно-східної сторони на відстані кількох метрів від Петропавлівського кафедрального костьолу. Спочатку кам'яна, триярусна, перекрита високим чотирискатним шатровим дахом з люкарнами, з 4 пірамідальними вежами на кутах, з високими світловими прорізами 4 верхньому ярусі. У середині XVIII століття фасади дзвіниці декорують в бароковому стилі, надто третій ярус: з'являються кутові лопатки, пілястри з капітелями композитного ордеру, переробляються світлові прорізи (тепер їх по два — прямокутний з «вухатою» лиштвою і круглий отвір над ним). Наприкінці XIX століття (після 1862 року) гонтова покрівля на даху дзвіниці замінена залізною. Дзвіниця — кам'яна, чотириярусна, квадратна в плані, потинькована. Перший ярус перекритий напівциркульним склепінням, решта перекриття — пласкі по кроквах;
- Мінарет зі скульптурою Діви Марії — побудований турецькими будівничими на підмурках каплиці доби Відродження. Стіни з каменю, заокруглений за формою, всередині 136 сходинок до вехнього майданчика, віконні отвори малі, щілинні, слугують для освітлення сходинок. Мінарет заввишки 40 метрів. Скульптура Діви Марії, встановлена на верхівку мінарета після вигнання турків у 1756 році (ремонт у 1784 та 1820—23 роках), у стилі бароко, заввишки 4,5 метри, створена виколоткою, порожня задля полегшення ваги, виготовлена зі сплаву міді та срібла;
- Тріумфальна арка (1781 рік) — майже квадратна в плані, нагадує пишну браму, проїзд має напівциркульне склепіння. Фасади прикрашені пілястрами іонічного ордеру та розкрепованим антаблементом. Подвоєні пілястри поверх антаблементу подовжені стовпчиками з волютами, прикрашеними скульптурами-янголами (частково оздоби було втрачено). Споруду вінчає архітектурний ліхтар барокової форми з волютами, один з найкращих серед збережених на території України.

## З історії храму

### Від заснування до кінця XVIIIст.

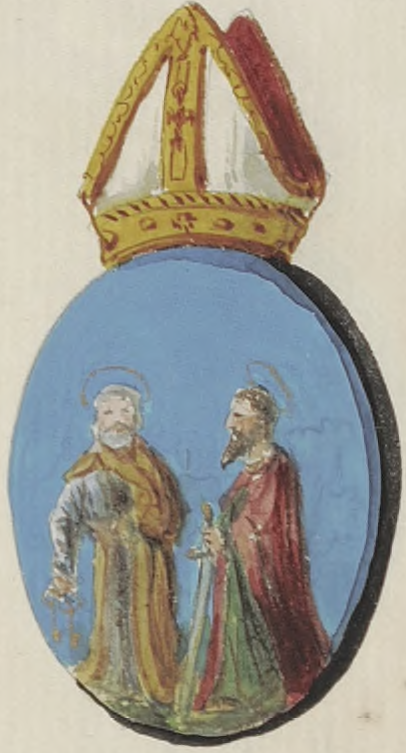
Герб, Святі Петро і Павло

Дата заснування костелу достеменно не відома. Відомим є факт, що Кам'янець-Подільське єпископство і дієцезію, на прохання польського короля Людовика Угорського, заснував у місті Папа Григорій XI у 1375 році. Імовірно, тоді ж був заснований і перший кафедральний костел. З описів відомо, що був він дерев'яний, і звів його перший кам'янецький єпископ — домініканець Вільгельм.

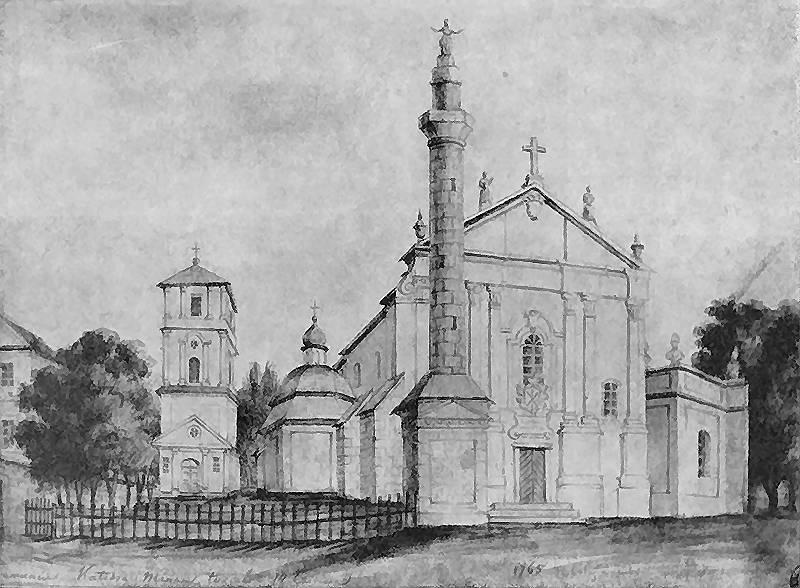
Кафедральний костел святих Апостолів Петра і Павла у Кам'янці-Подільському. Літографія Наполеона Орди

У 1428–1430 роках був побудований корпус первинного катедрального костелу з вівтарем на тому місці, де міститься храм у теперішній час — власне там, де нині є головний вхід і хори. Можливо також, що власне кам'яний собор було побудовано за сприяння єпископа Якуба Бучацького (1502—1517).

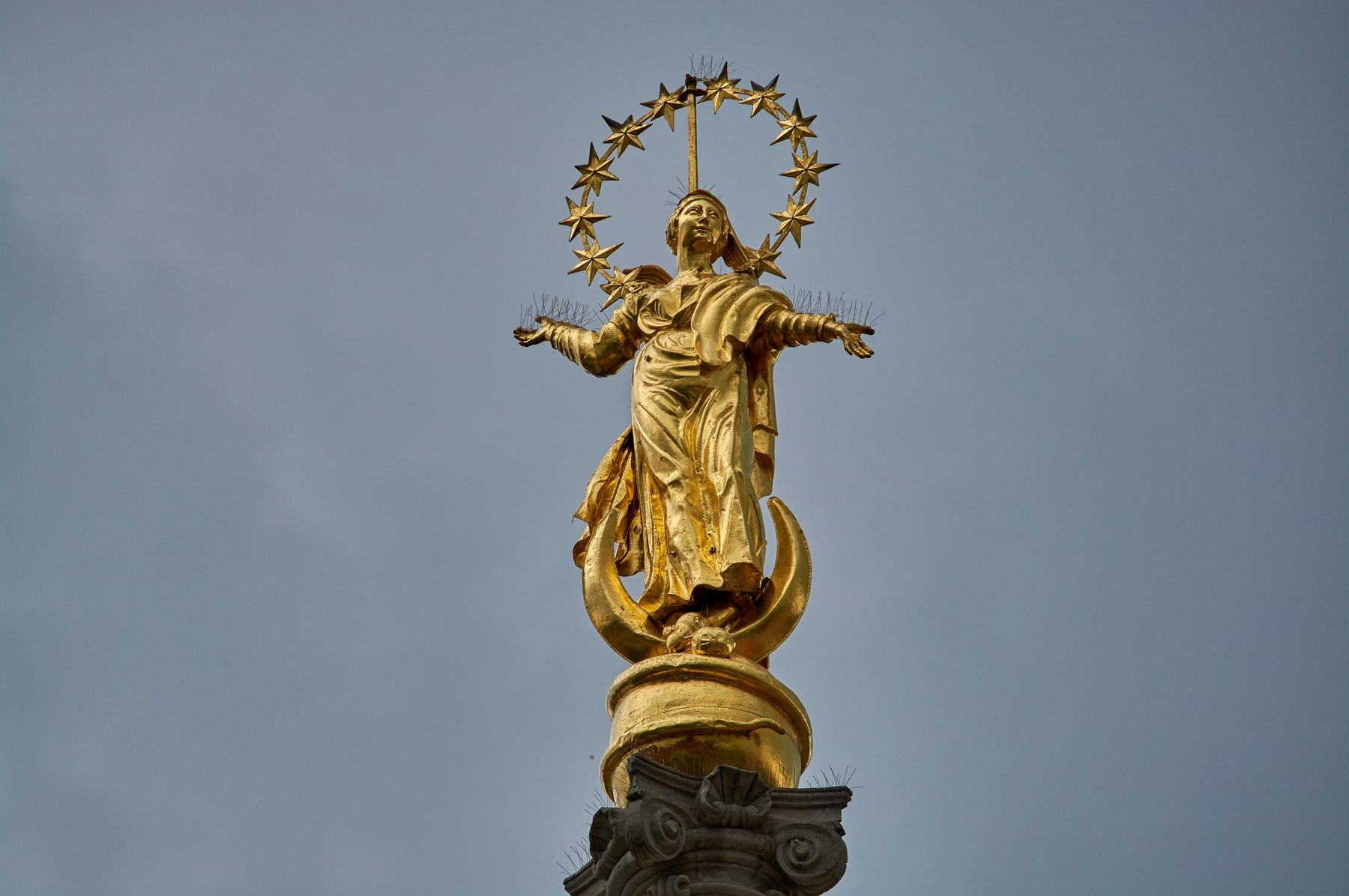
Статуя Діви Марії на мінареті

Каплицю Вірменської Божої Матері і каплицю Пресвятого Таїнства збудовано в 1547— 1563 роках зусиллями єпископа Леонарда Слоньчевського. Каплицю Непорочного Зачаття Пресвятої Діви Марії збудовано вже після пожежі у 1616 році. У зв'язку з тією відбудовою і розбудовою, що тривали до 1621 року, ґрунтовно змінено дах, що кардинально змінило зовнішній вигляд костелу з готичного на ренесансний, згідно з проектом Яна де Вітте. Каплицю збудовано в стилі бароко, стіни вкриті копіями ікон італійських художників XVI століття (пензля італійця Рамп'єґо).
У часи кам'янецького єпископа Міхала Дзялинського, протягом 1646— 1648 років, добудовано теперішній пресбітерій, що змінило внутрішній устрій храму, облаштовано скарбницю.
У 1672—1699 роках (роки правління під владою Османської імперії) Кам'янецький кафедральний костел був перетворений на мусульманську мечеть. Католицьку сакральну атрибутику з храму прибрано, ренесансну каплицю в цей період на західному фасаді забито камінням і перетворено на підмурки мінарета. Таким чином, біля входу до храму турки звели мінарет.
1699 року за новою мирною угодою Османська імперія повернула Кам'янець Речі Посполитій, а турецьке населення повернулося на батьківщину. Костел ремонтують, але мінарет залишають на місці.
Згодом єпископ Миколай Дембовський сприяв встановленню на мінареті статуї Діви Марії (тип Непорочного Зачаття або Знесення) заввишки 3,5 м, яка стоїть на Земній Кулі та Півмісяці і благословляє місто та край.
У 1737—1755 роки здійснено ремонт і оздоблення інтер'єрів костелу в стилі пізнього бароко.

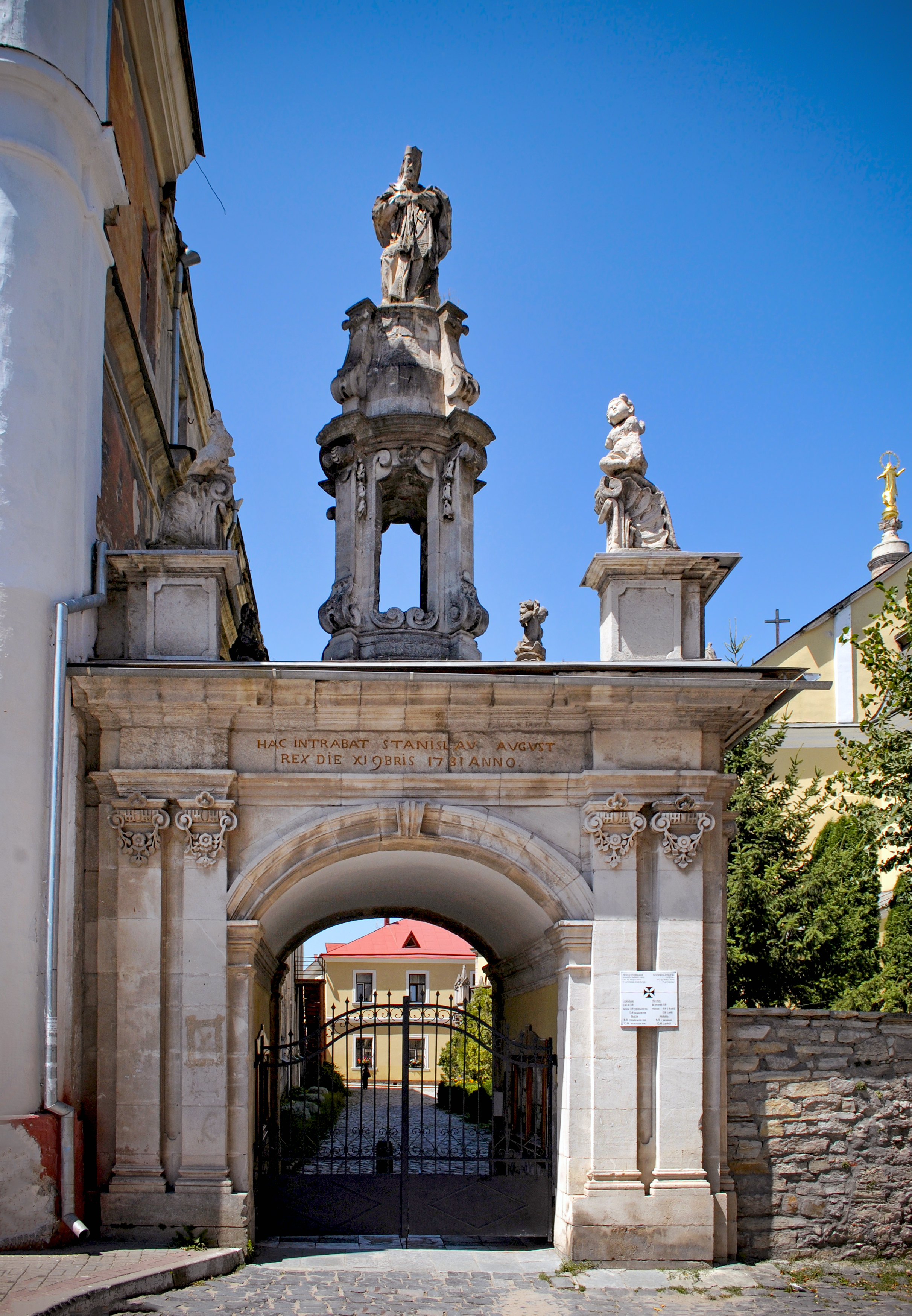
Тріумфальна арка костелу (1781)

1768 року єпископ Вацлав Геронім Сераковський фундував новий вівтар для храму, який за даними Ельжбети Бурди, виконав львівський скульптор Матвій Полейовський. Однак Анджей Бетлей вважає, що атрибуцію про авторство Матвія Полейовського, поширену в давнішій літературі, варто відкинути.
У 1781 році у ансамблі Костелу Святих Петра і Павла на честь візиту польського короля Станіслава Августа зведено тріумфальну арку.

### Від кінця XVIII— у XIX століттях
Після анексії Правобережжя України Російською імперією та другого поділу Речі Посполитої (1793) костел деякий час продовжував діяти як кафедральний. Але невдовзі згідно з указом царя Александра ІІ від 5 червня 1866 року Кам'янецька дієцезія скасовувалась та приєднувалась до Луцько-Житомирської. Відтак статус кафедрального було змінено на статус парафіяльного костелу.
У 1853—1855 роки підлогу костелу викладають плитками з теребовлянського пісковику, в пресвітерії — з каррарського мармуру, вікна в вівтарній частині оздобили вітражами. Стінописи у південній каплиці створив художник Д. Сампіні.
У 1862 році гонтовий дах костелу згорів, його зняли і вкрили дах бляхою.

### Костел у XXст. і в наші дні
У 1918 році (за УНР) Папа Бенедикт XV відновив Кам'янецьку дієцезію, а її єпископом призначив пробоща катедри о. Пйотра Маньковського.
Вже за часів СРСР, у 1935 році кафедральний собор св. Петра і Павла у Кам'янці закрили й перетворили на ідеологічний музейний заклад — Музей історії релігії й атеїзму.

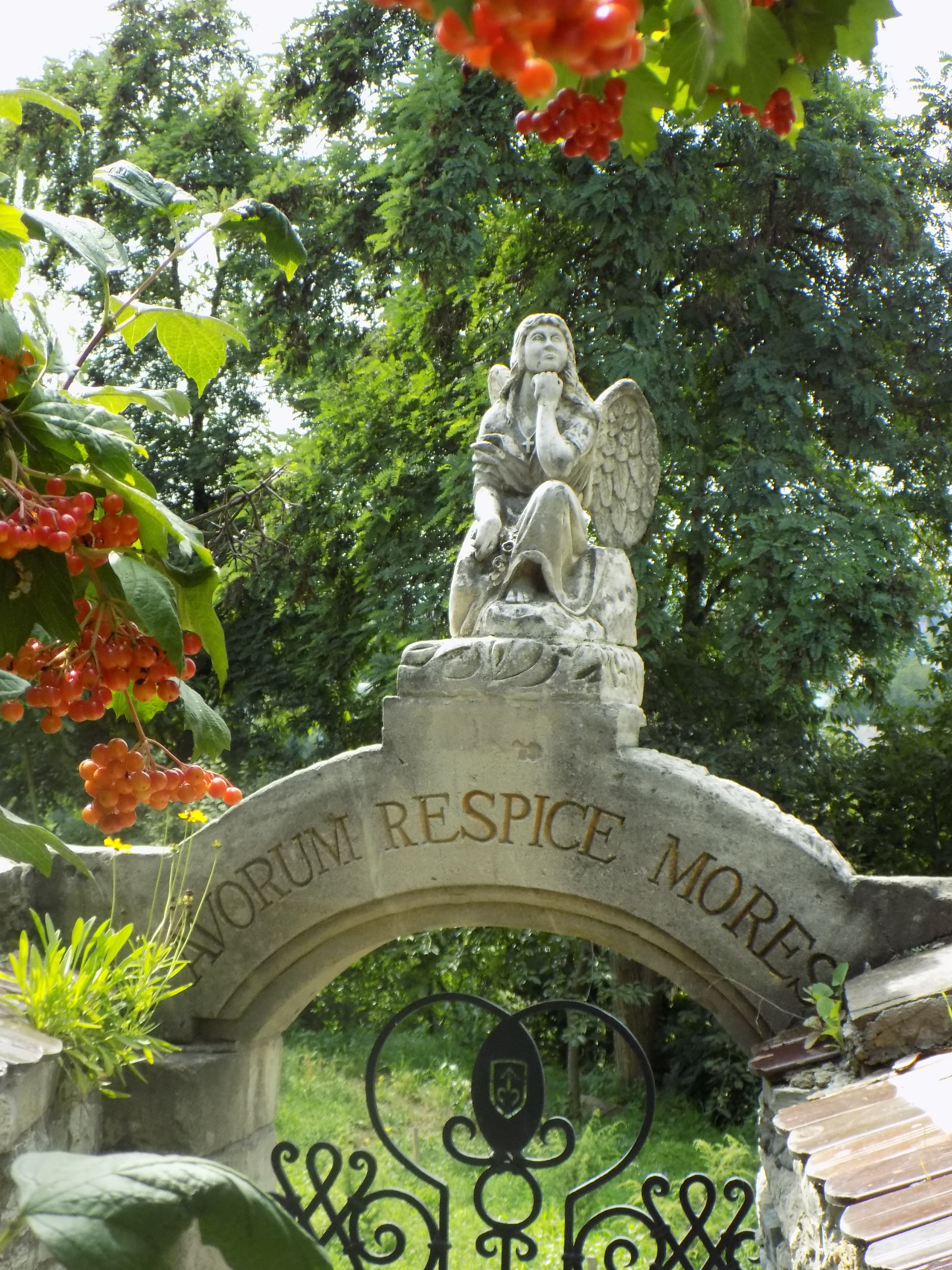
Ангел над хвірткою

У часи Другої світової війни у храмі правили служби.
Від 1978 року випадково збережений костельний орган став приводом для подальшого використання храму як концертного (органного) залу.
Із демократизацією життя наприкінці 1980-х — на початку 1990-х років та завдяки тривалим зусиллям парафіян та тодішнього настоятеля отця Юзефа Будрявічуса 13 червня 1990 року радянська влада передала кафедральний костел громаді римсько-католицької парафії, 29 червня відбулась перша служба та поновне освячення храму за участю єпископа Вільна.
16 січня 1991 року Папа Іван Павло ІІ відновив Кам'янець-Подільську дієцезію і призначив її єпископом ординарієм отця Яна Ольшанського ОМІ. Після повернення собору релігійній громаді зусиллями отця Юзефа Будрявічуса в ньому були розпочаті ремонтні роботи. Покрівля була перекрита мідною бляхою, були замінені знищені елементи дерев'яної конструкції, здійснено також внутрішній ремонт. Після від'їзду отця Юзефа Будрявічуса новим настоятелем призначений отець Роман Тваруґ, який на далі займався відновленням святині. У 1993 році на бічній дзвіниці встановлені нові дзвони.
У рамках регіональної культурницької акції Сім чудес Кам'янця-Подільського, що тривала у 2007 — на початку 2008 років Кафедральний костел святих Апостолів Петра і Павла увійшов до числа 7 фіналістів-чудес краю.
Нині Кафедральний костел святих апостолів Петра і Павла у Кам'янці-Подільському — один з найкраще збережених на теренах України, не лише великий духовний осередок, а й популярна туристична атракція міста.

## Усипальниця
Були поховані:

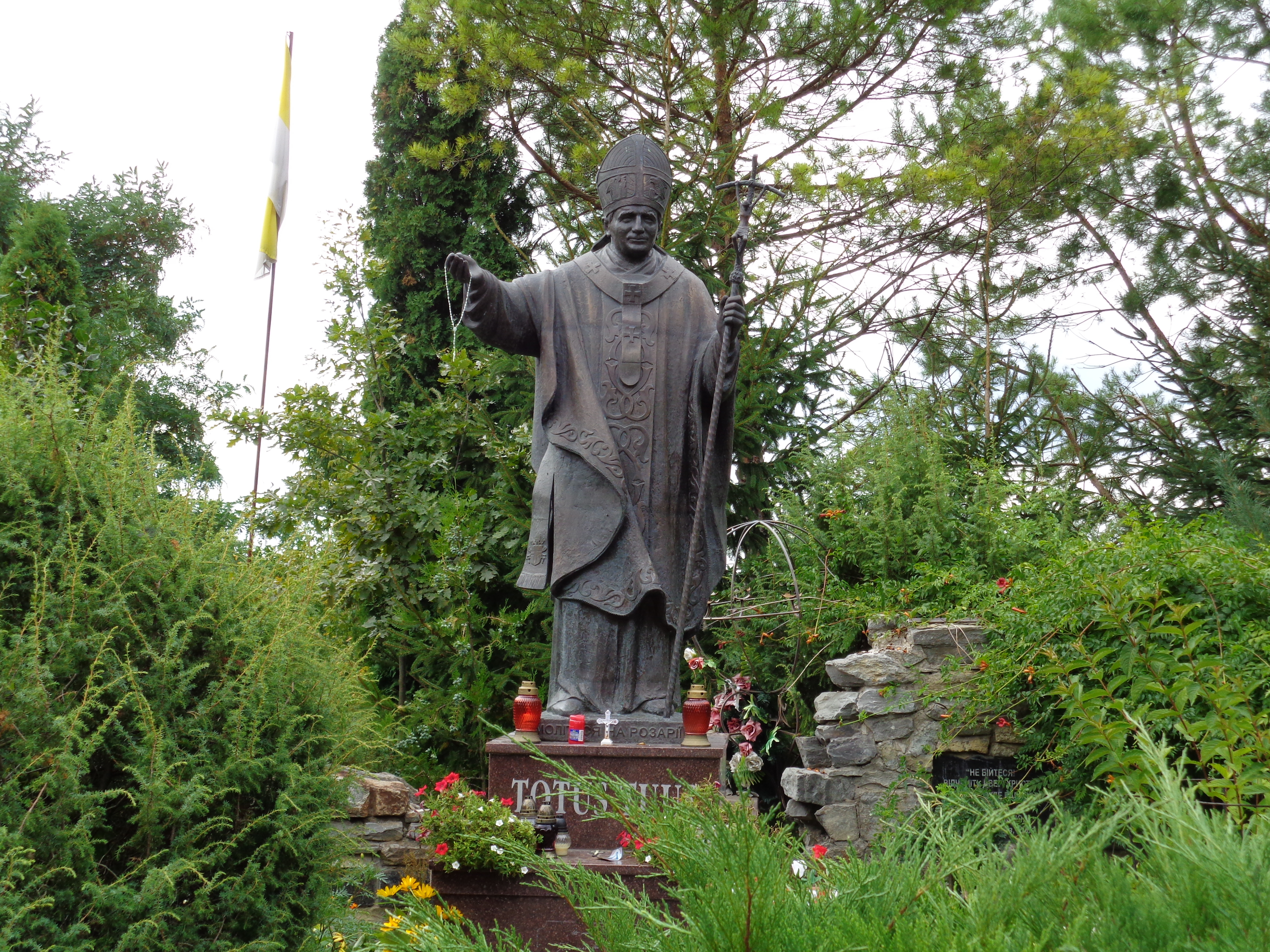
Памятник Івану Павлу II

- єпископи Павел з Боянчиць, Миколай Лабунський
- скальські старости Ян Гербурт, Миколай Лянцкоронський,
- архітектор Ян де Вітте з дружиною Маріанною, гродський летичівський писар Пйотр Свірський (пол. Świrski).[3]
- тимчасово спочивав прах Яна-Кароля Ходкевича.[4]
- єпископи відновленої дієцезії після 1991 року: Ян Ольшанський, Ян Нємєц.

## Орган костелу
Журнал «Ruch Muzyczny» за 1859 рік у статті «Nove Organy w Kamencu Podolskim» д-ра Олександра Кремера, синдика кам'янець-подільського кафедрального костьолу, даючи диспозицію та опис нового органа, писала: «В цілому дуд і пищалок є 970, з яких 160 дерев'яних, решта — з англійського цинку. Столик для гри знаходиться спереду по середині ширини органа, який у вищій своїй частині розділений на дві половини (для вікна), а граючий має весь орган за плечима, обличчям він обернений до вівтаря, що є зручним для нього, так як з правої і з лівої сторони розміщується оркестр і хор, а сам [органіст] ними може диригувати. Поверхня органа гарна і зі смаком виконана, він лакований білим, з золотим оздобленням. Внутрішня побудова міцно і з найбільшою досконалістю виконана, досконало обмислена для зручності граючого і з ощадливістю місця.
Сила тону в звучанні organo pleno чудовий. Голос педалі потужний і завершений; поодинці регістри, такі як флейти, бурдон, саліціонал, віола, — звучать дуже лагідно і приємно з властивим тільки для них характером і поодинці, і в різних комбінаціях; дуже мила гармонія утворює цілісне звучання. Ціна органа дуже поміркована: на місці 2500 рублів сріблом. З доставкою, митом і встановленням, яке сам п Хессе з двома помічниками за три тижні сумлінно виконав, цілий орган 3000 рублів коштує». Орган мав 20 регістрів, дві клавіатури і педаль. Порівняно з наведеною у статті диспозицією, сучасний орган має деякі відмінності. Далі замітка повідомляла про очікування іншого нового органа від того ж органобудівника.

## Галерея

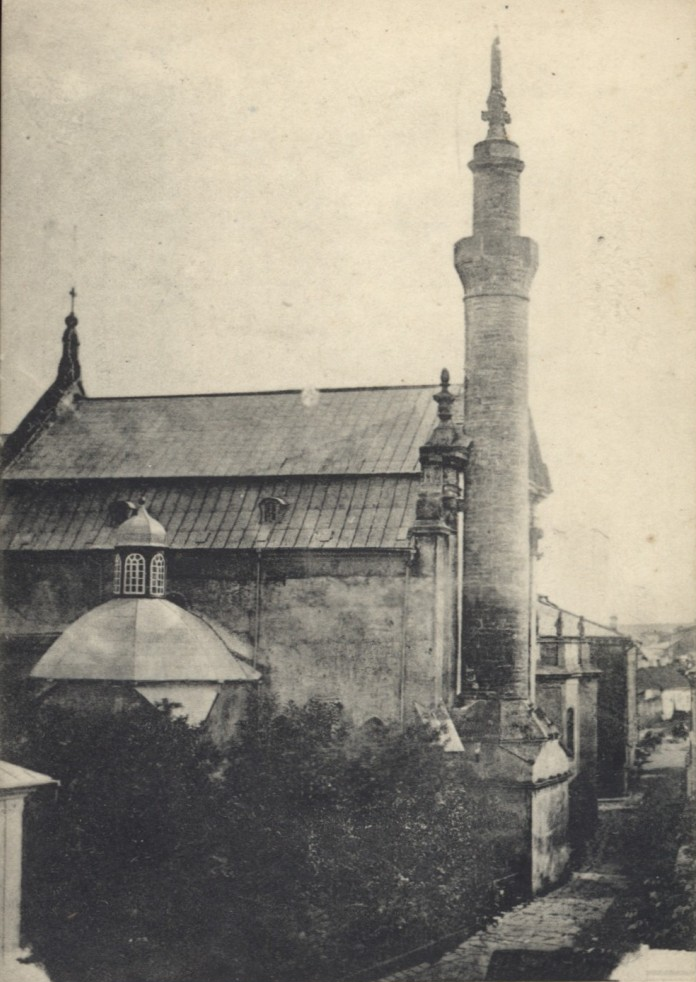
Кафедральний костел Петра і Павла 1910 рік
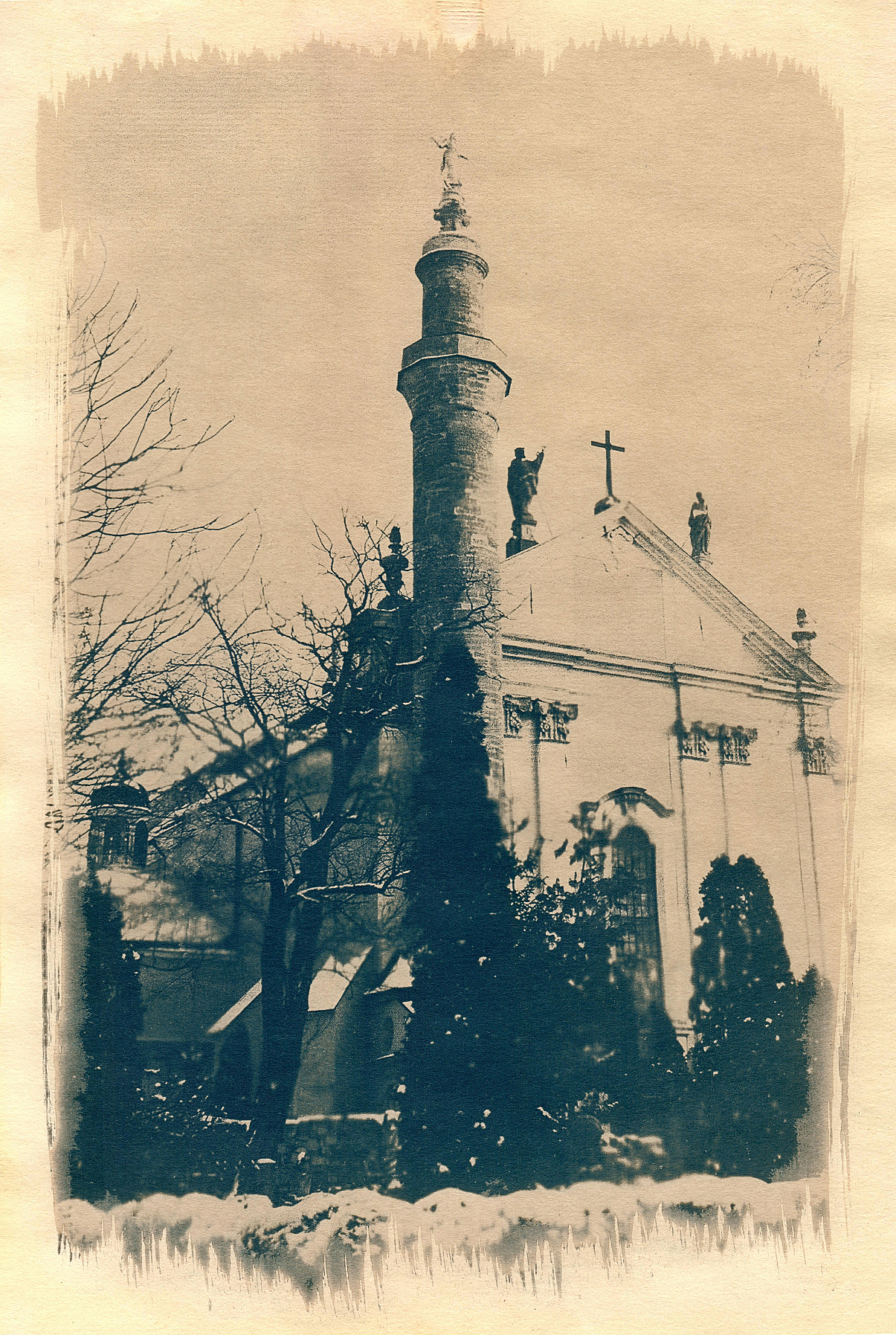
Кафедральний костел Ціанотипія
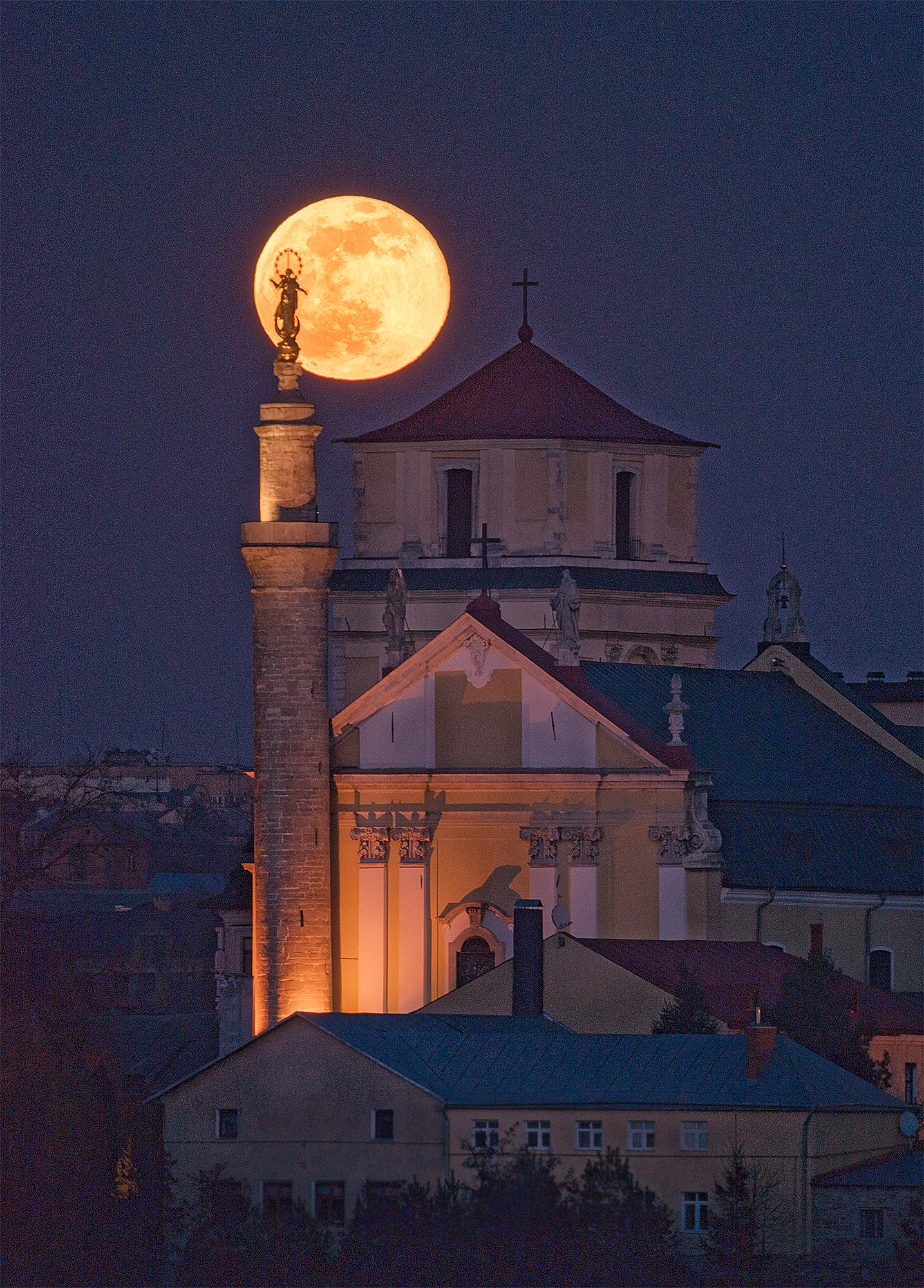
Кафедральний костел Петра і Павла та турецький мінарет
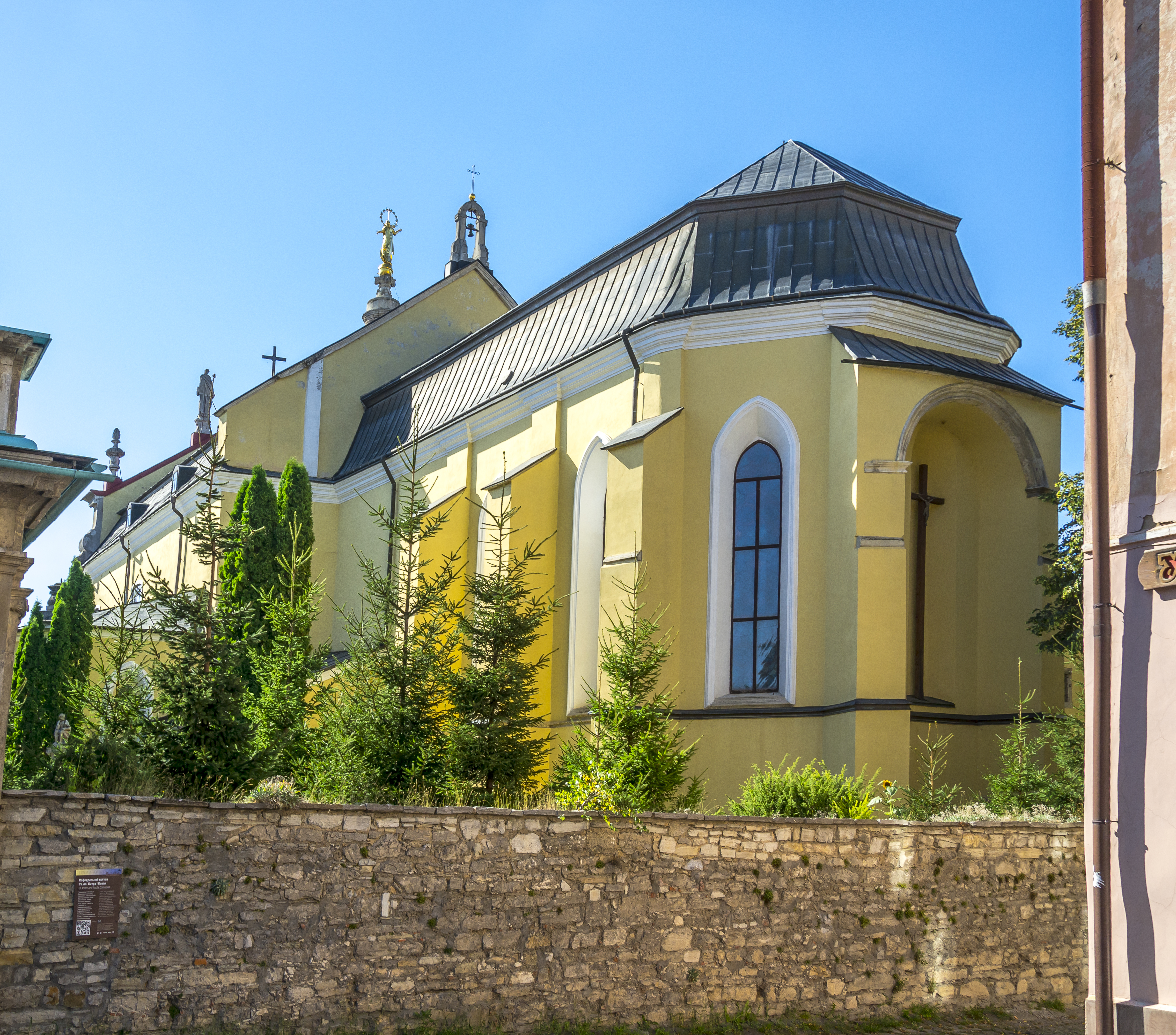
Вигляд зі східної сторони
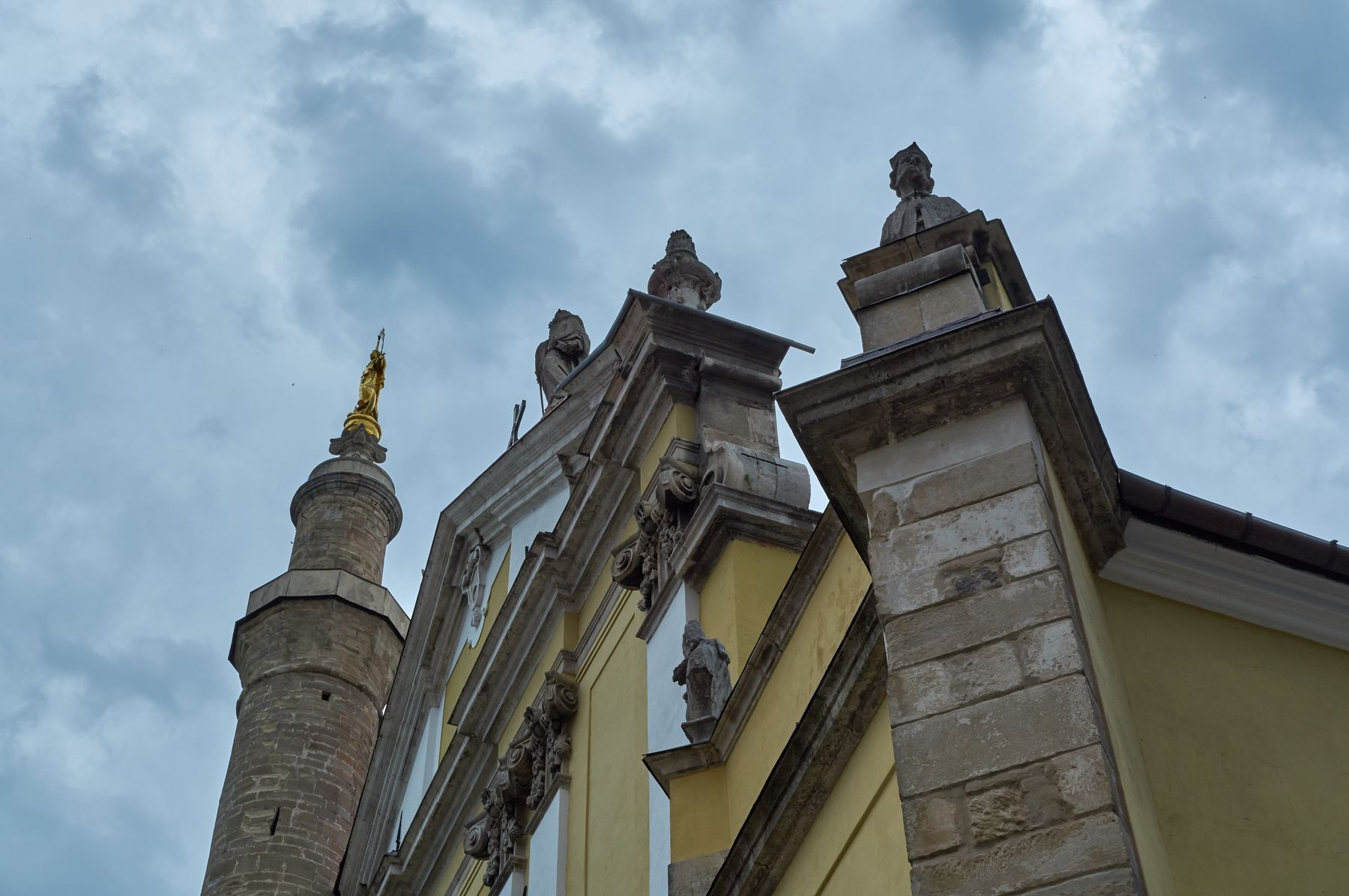
Перед входом
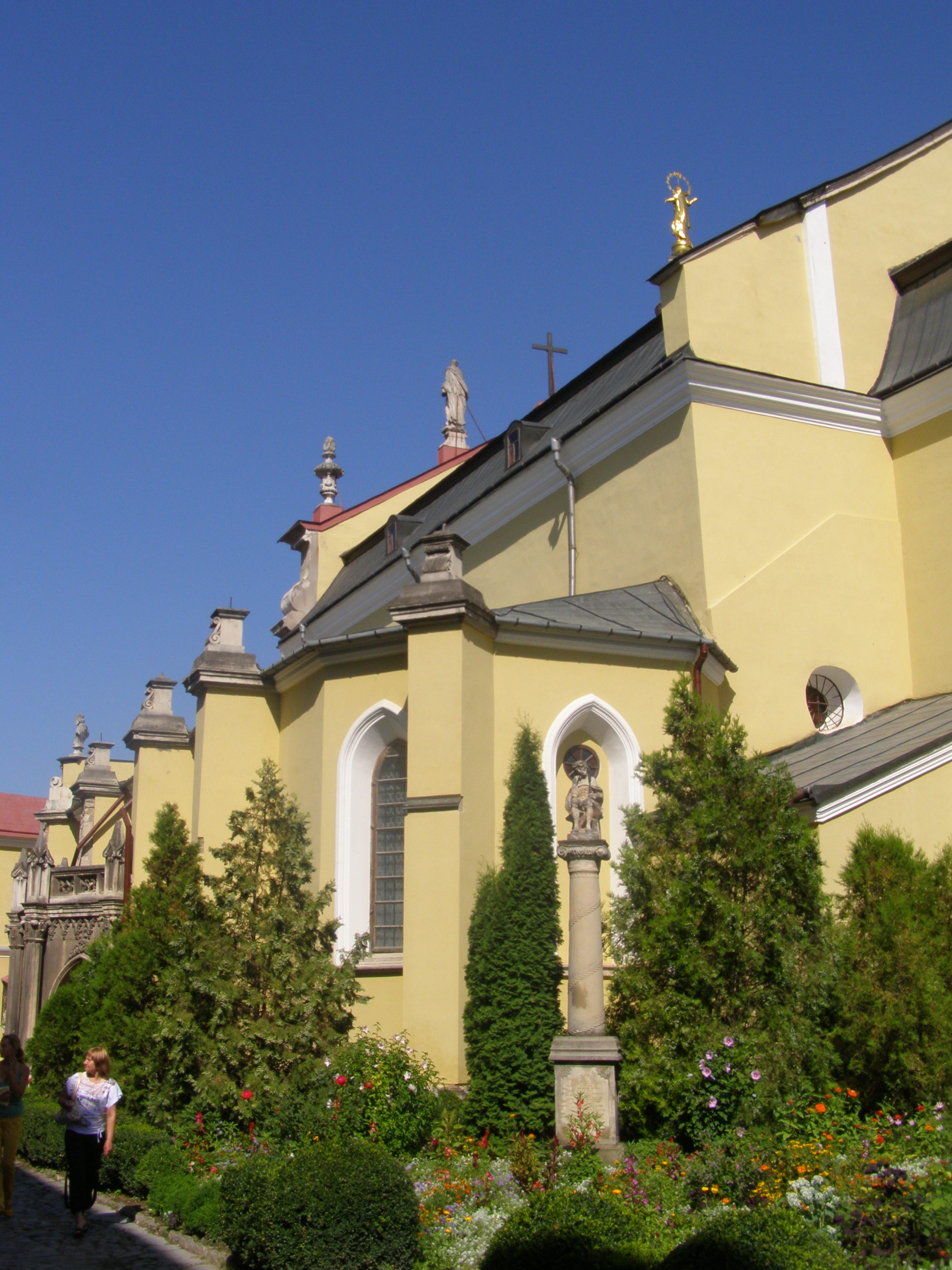
Південна сторона костелу
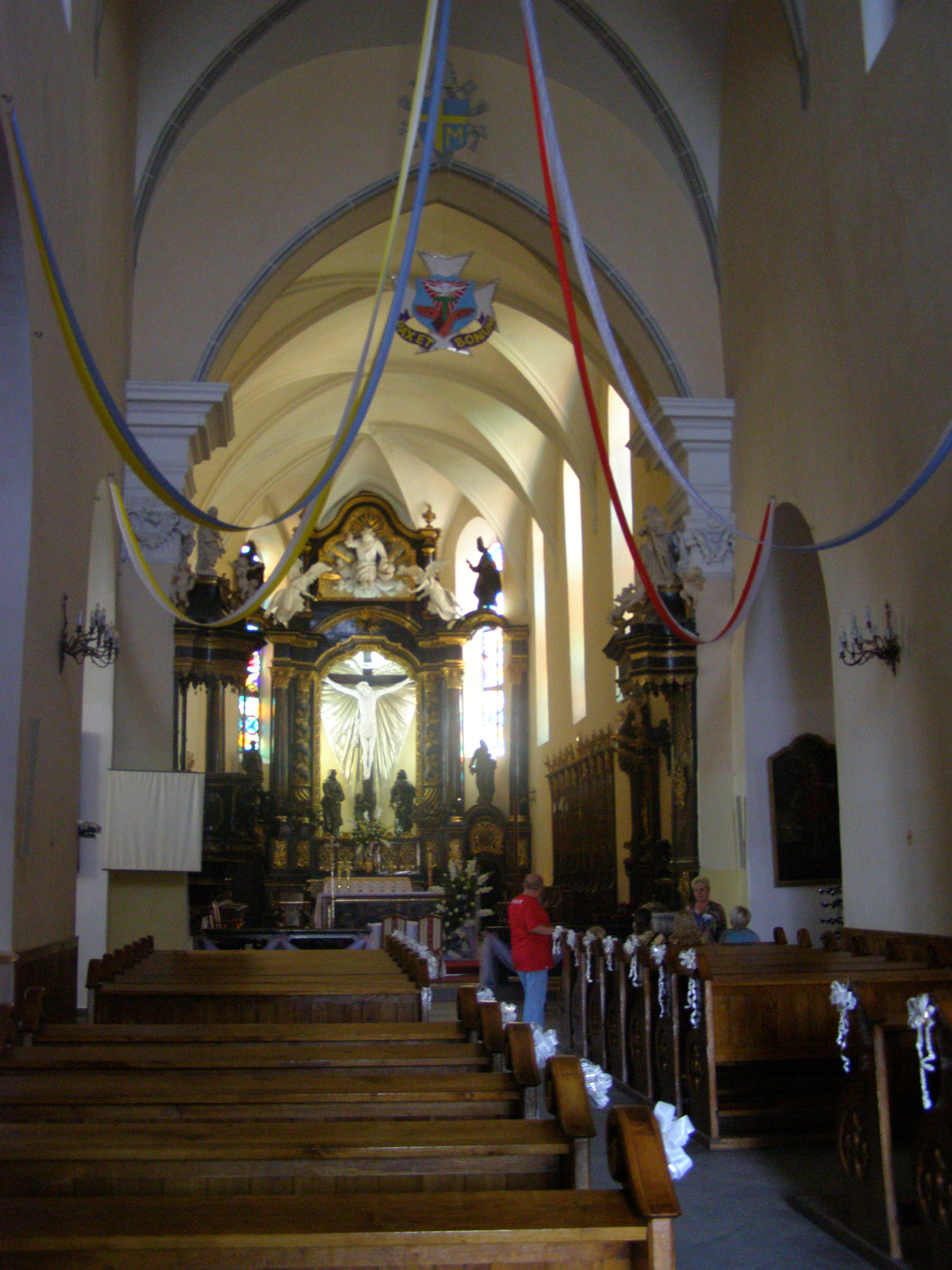
Інтер'єр костелу
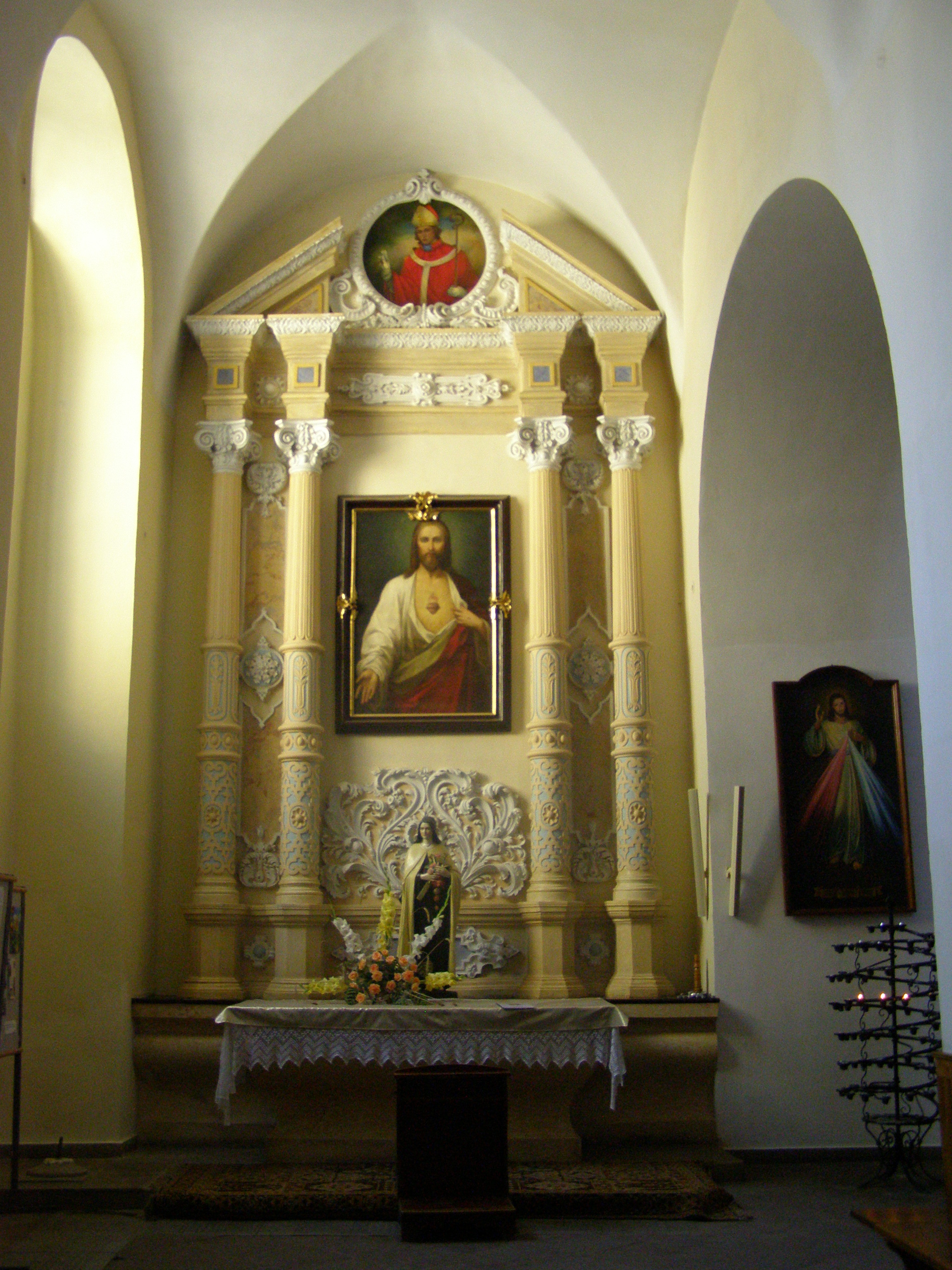
Одна з ніш усередині храму
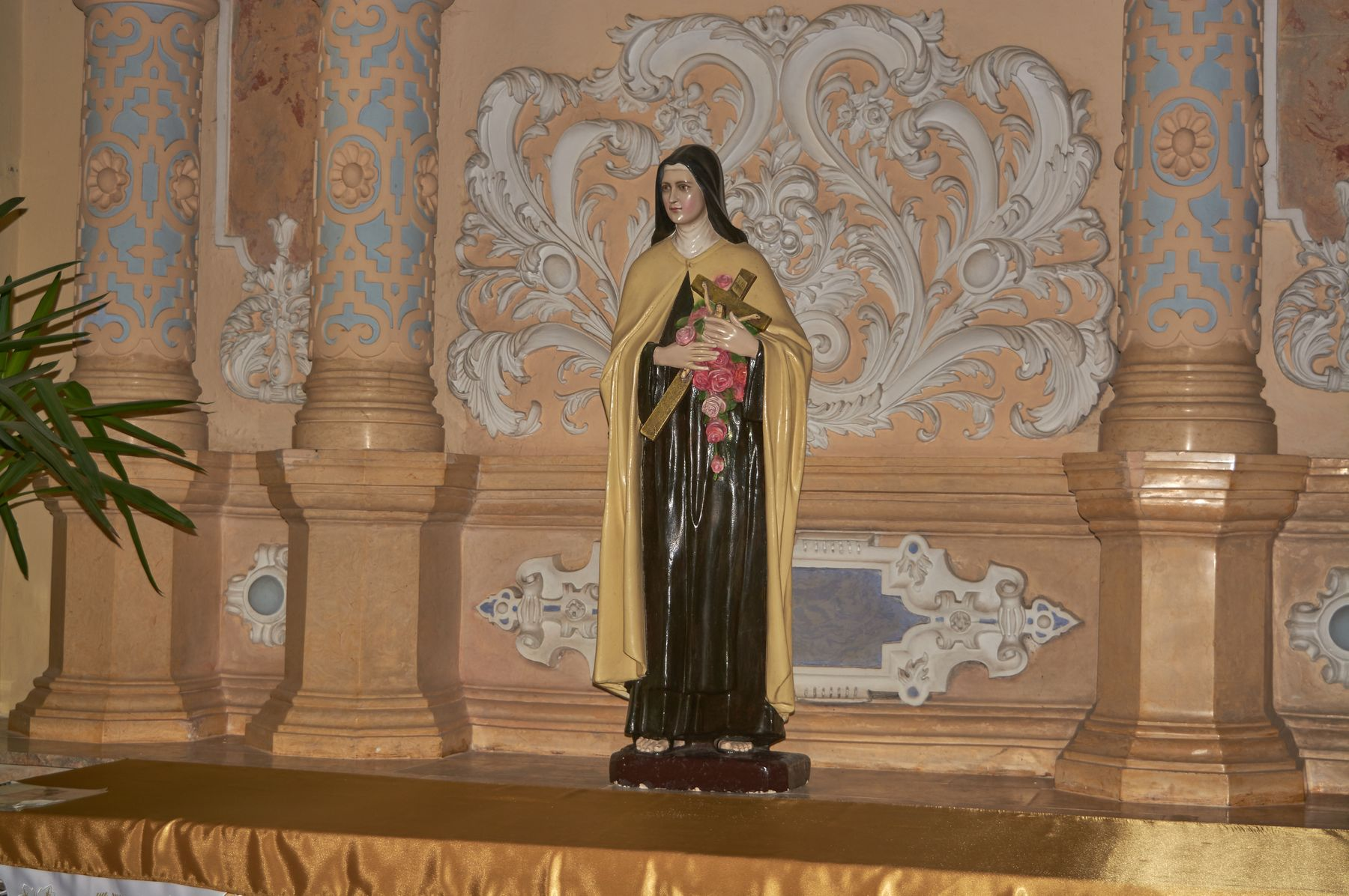
Усередині храму
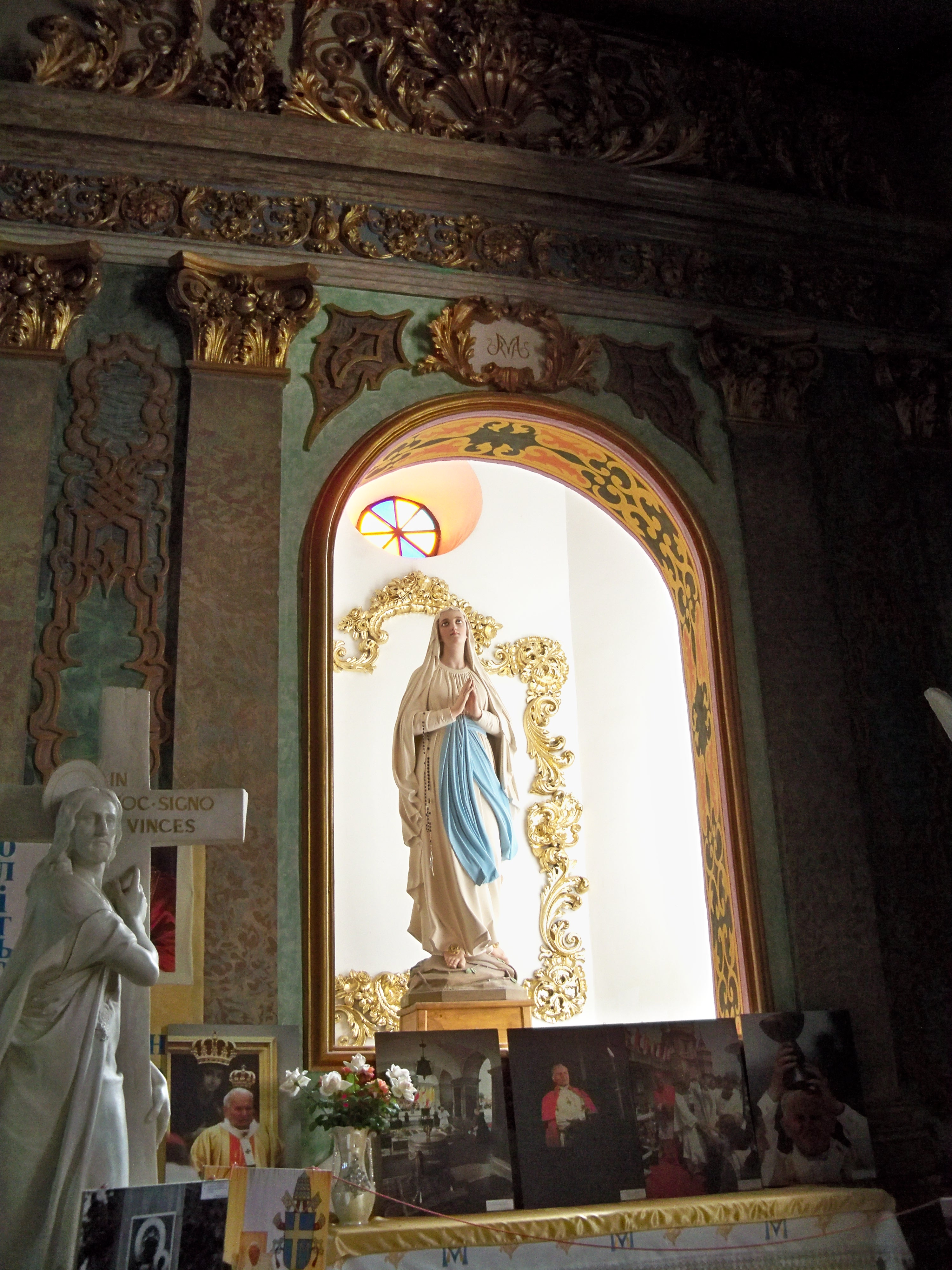
Інтер'єр
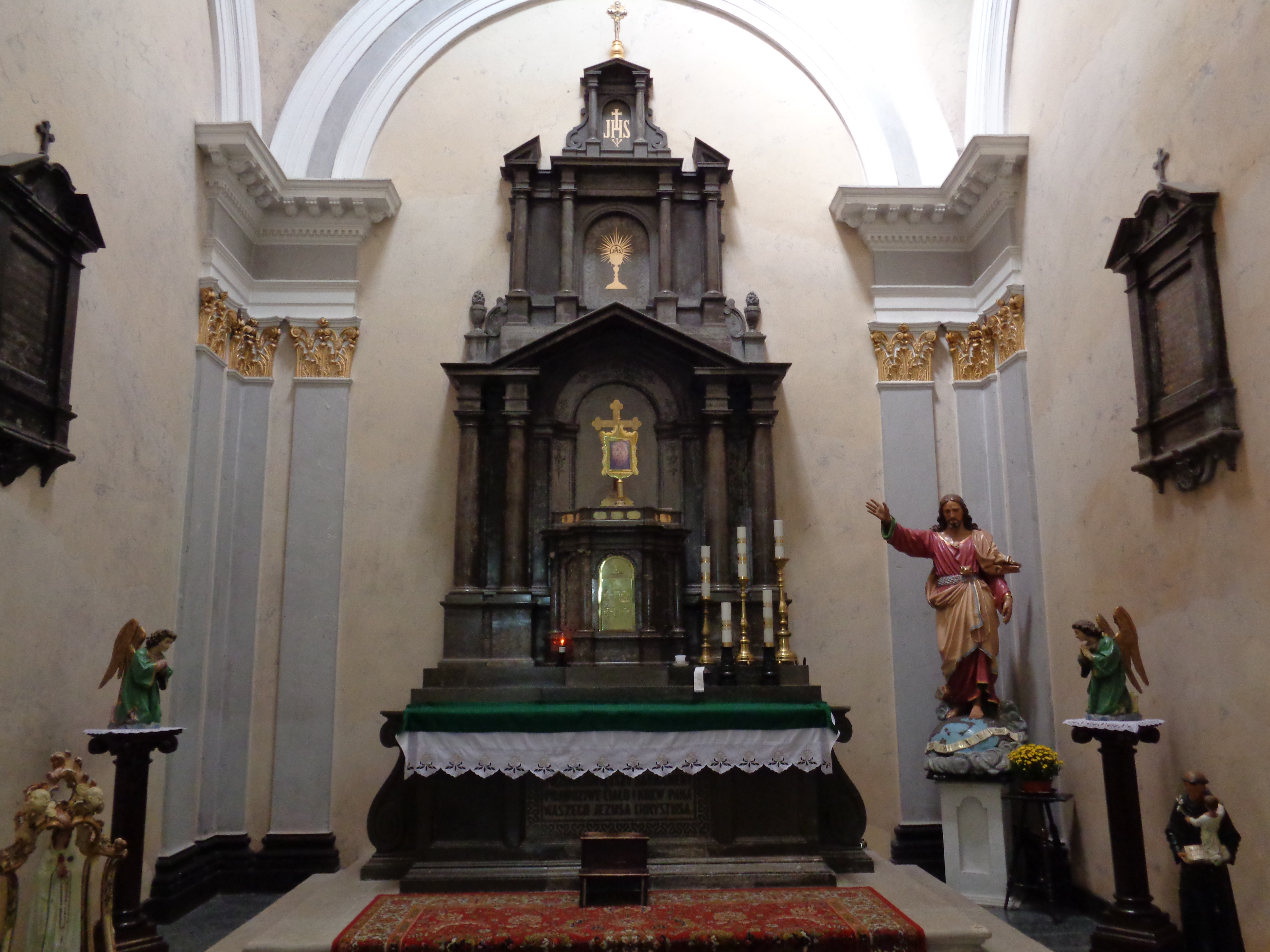
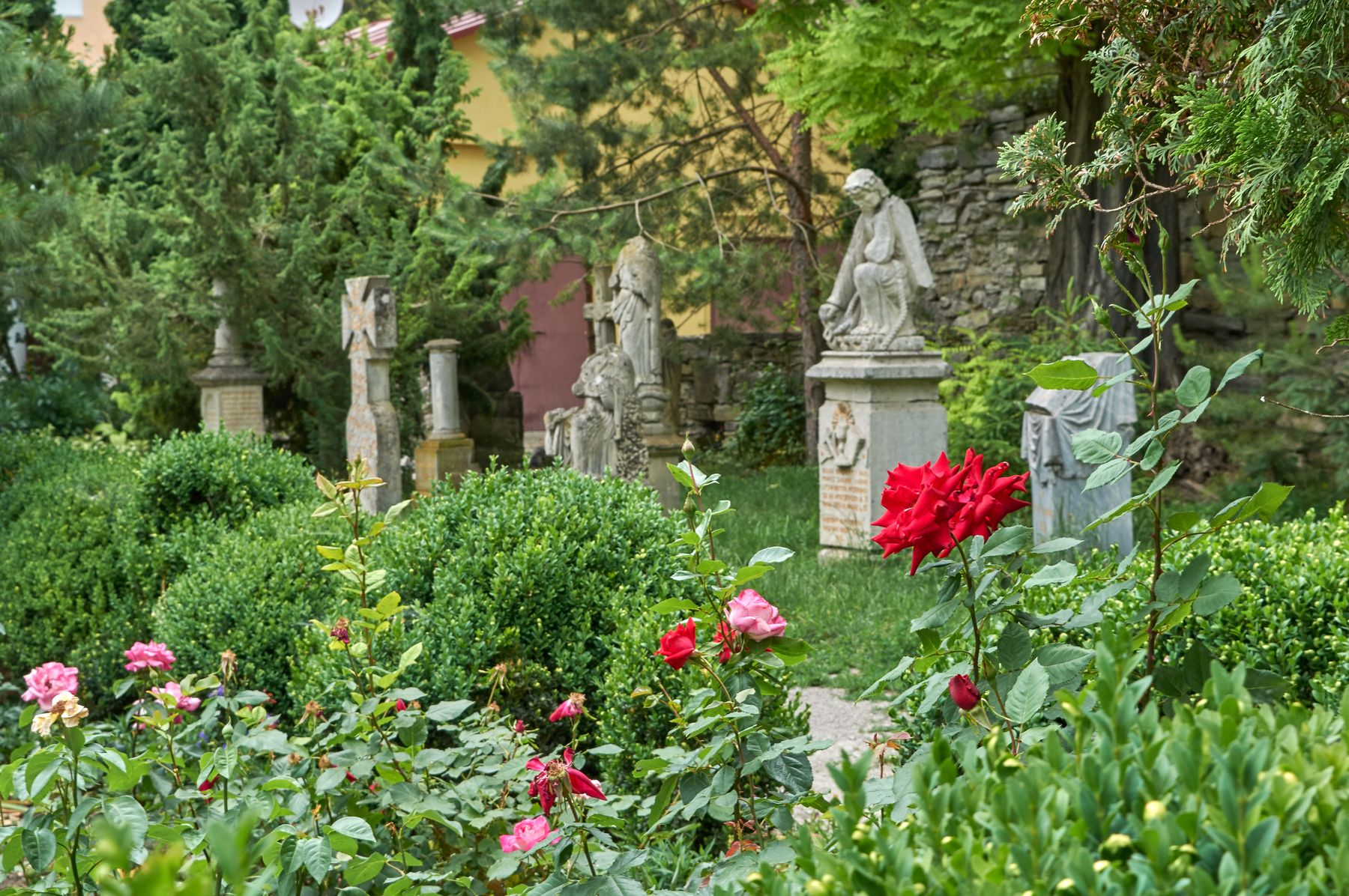
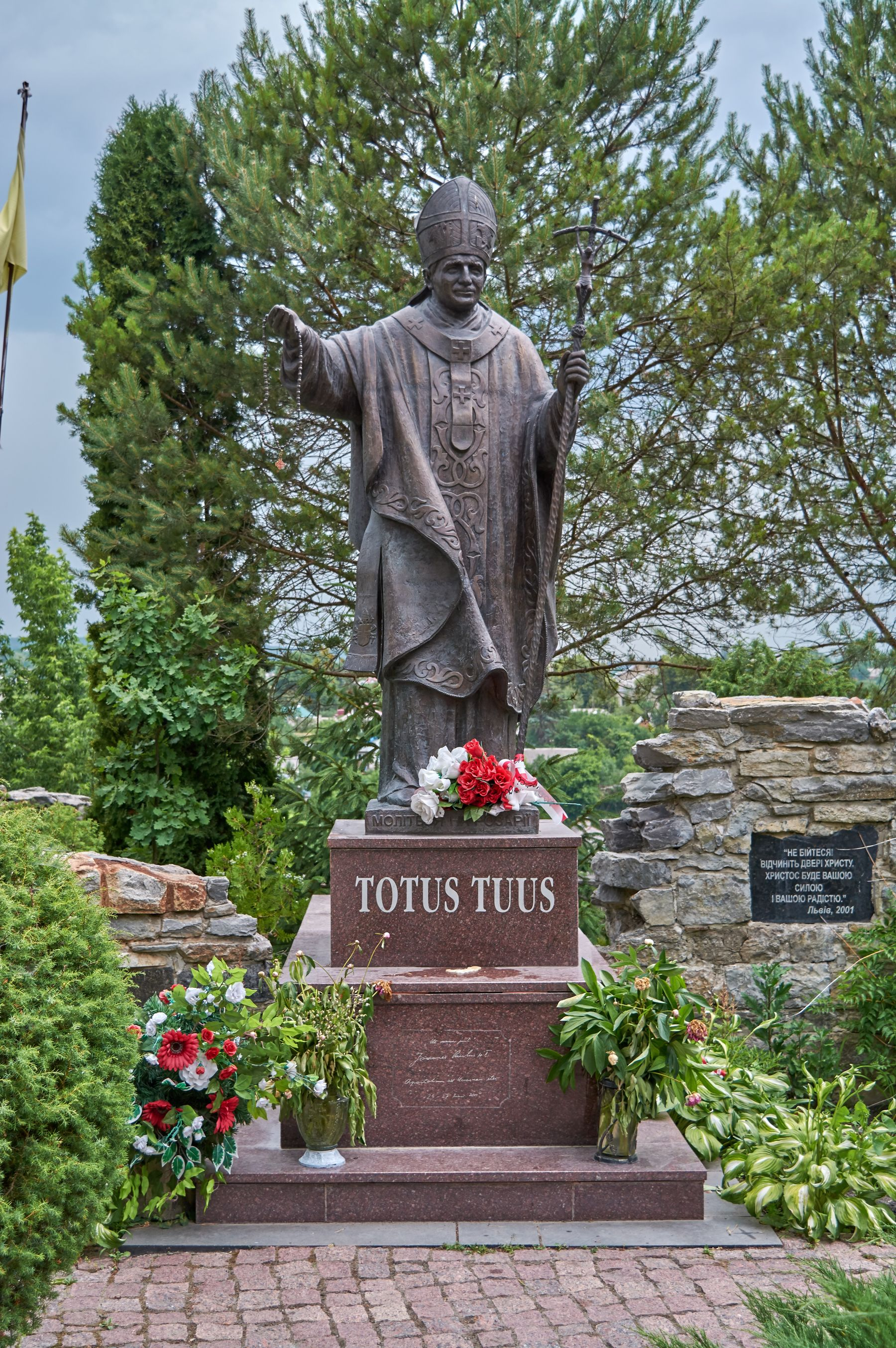
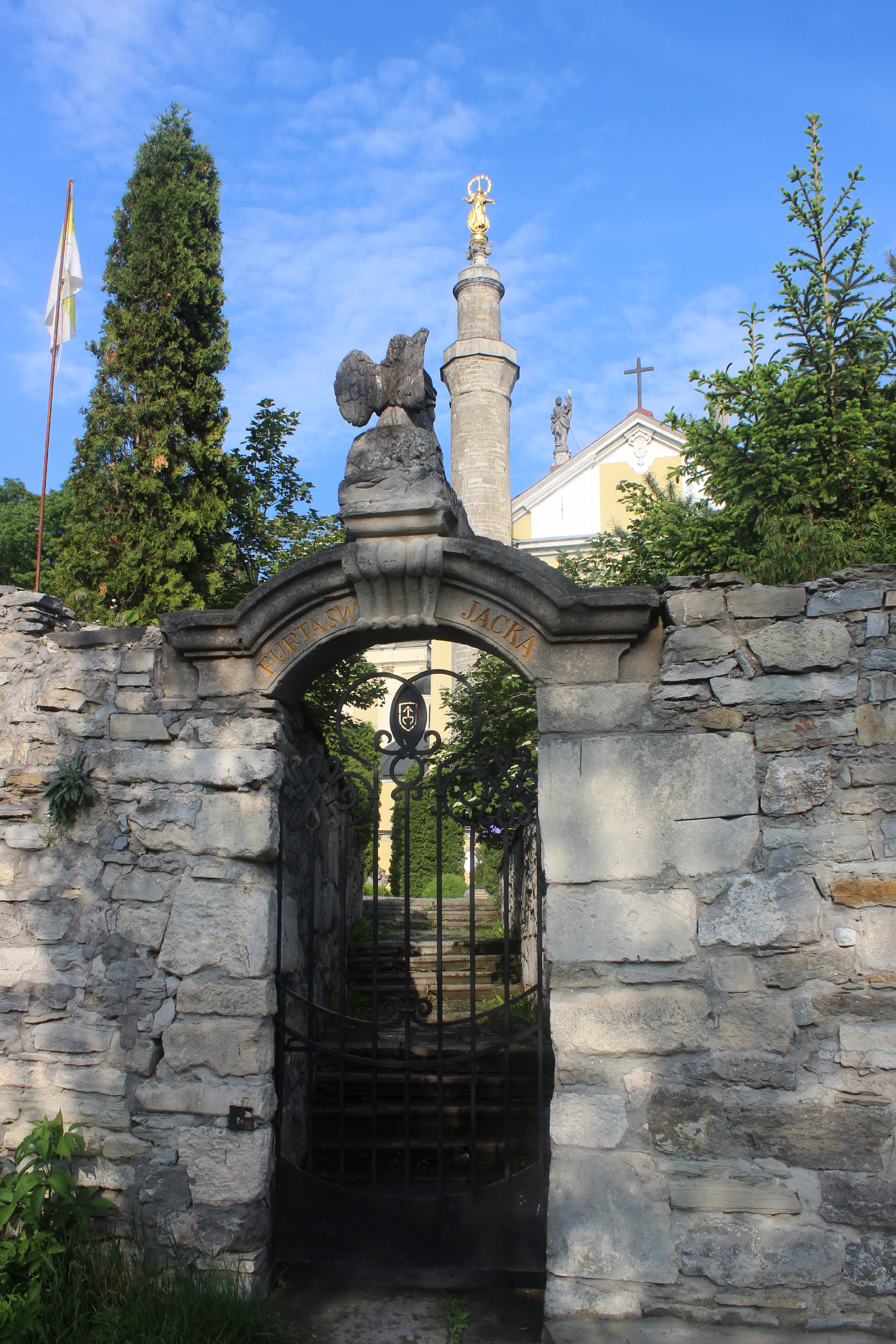
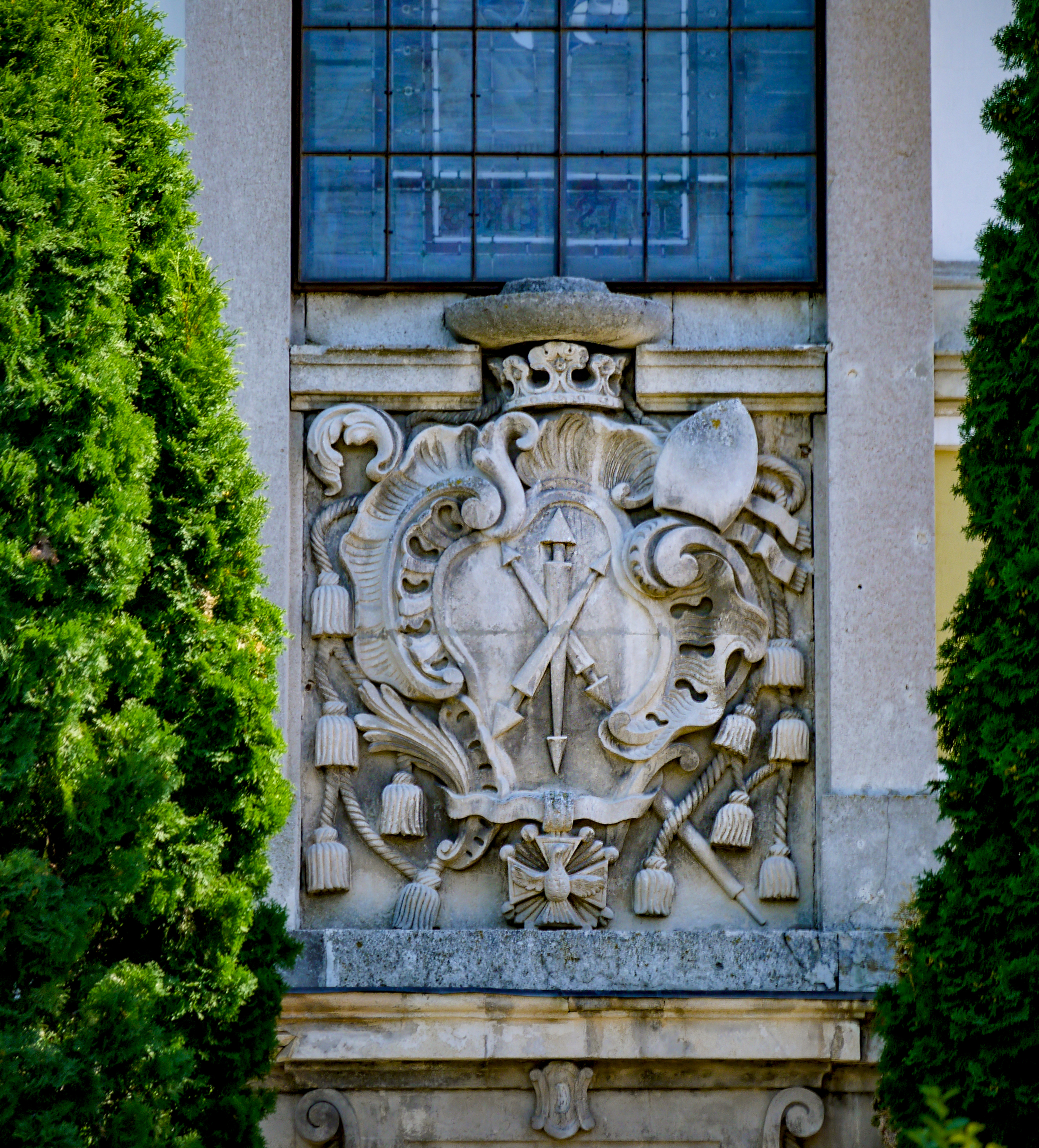
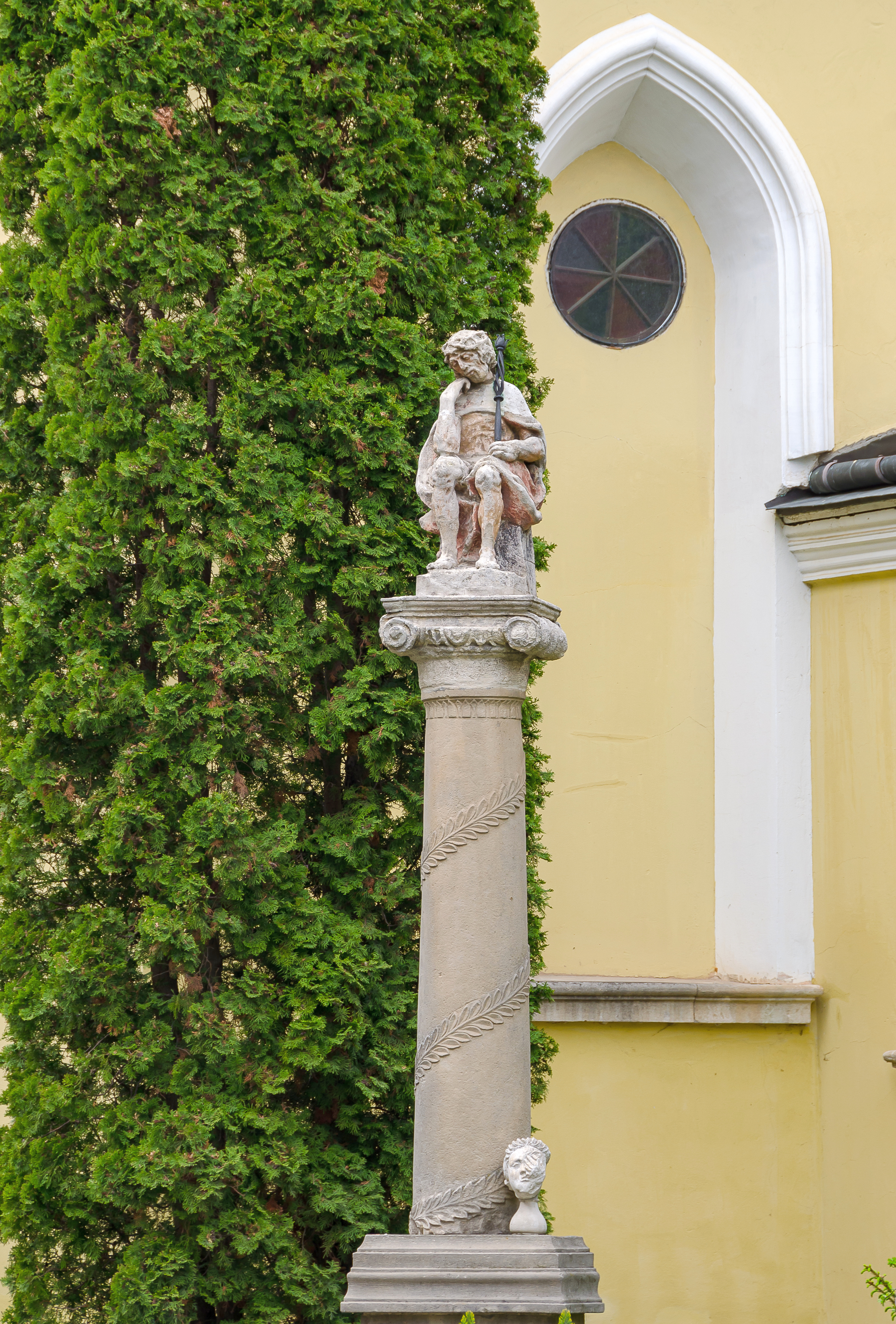
Територія костелу
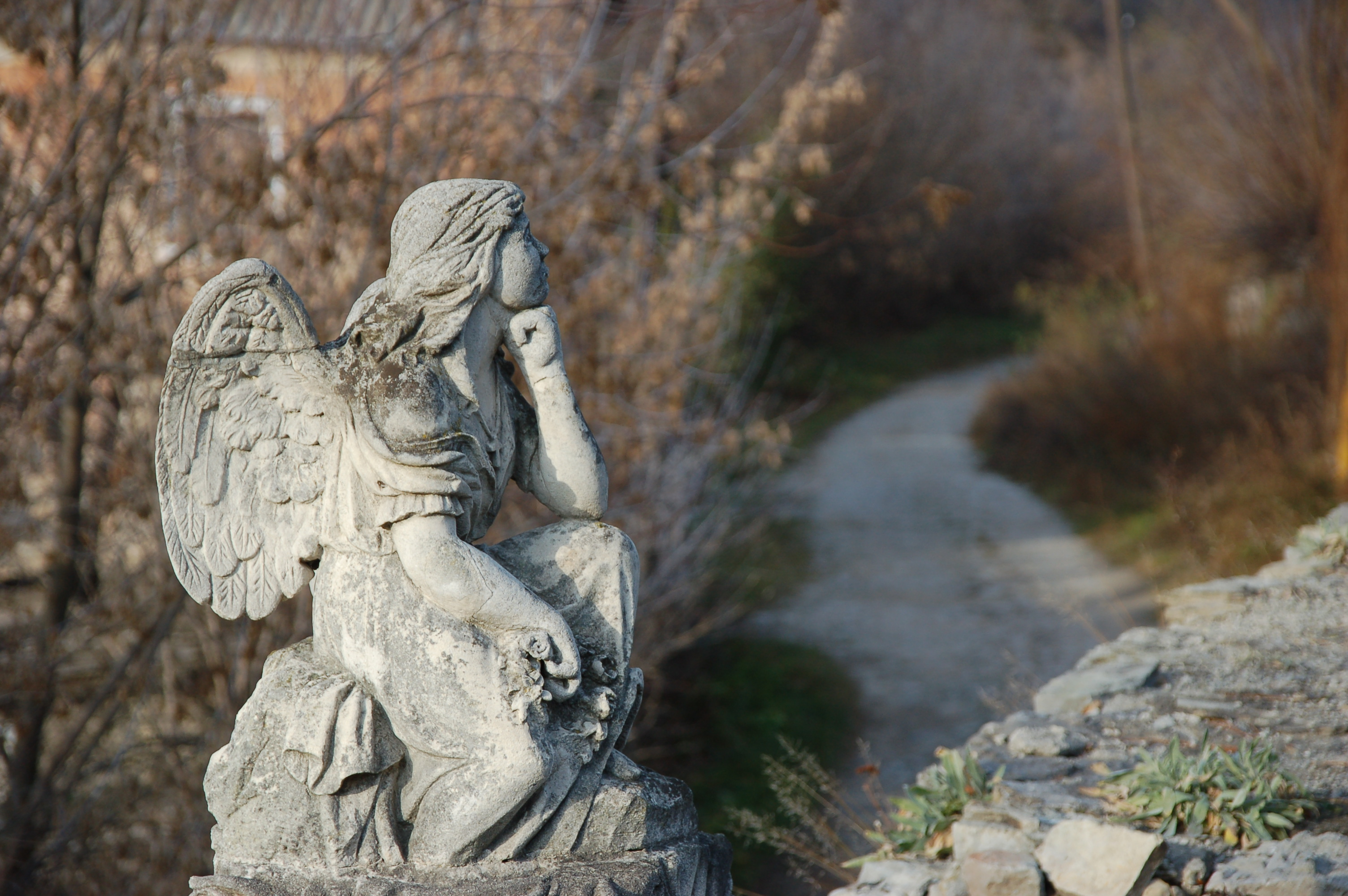
Кам'яний янгол на задній частині храму
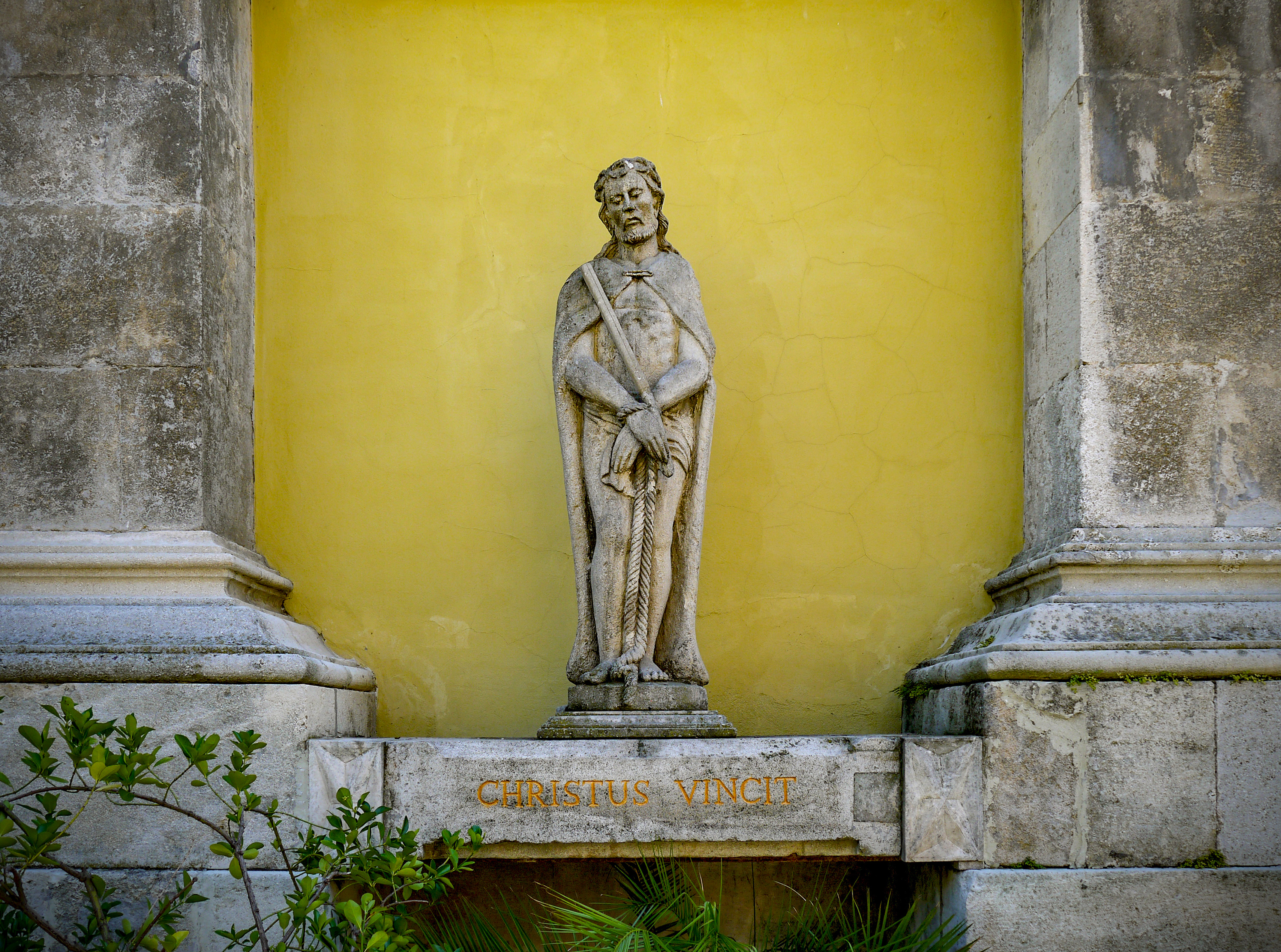
Костел кафедральний святих апостолів Петра i Павла
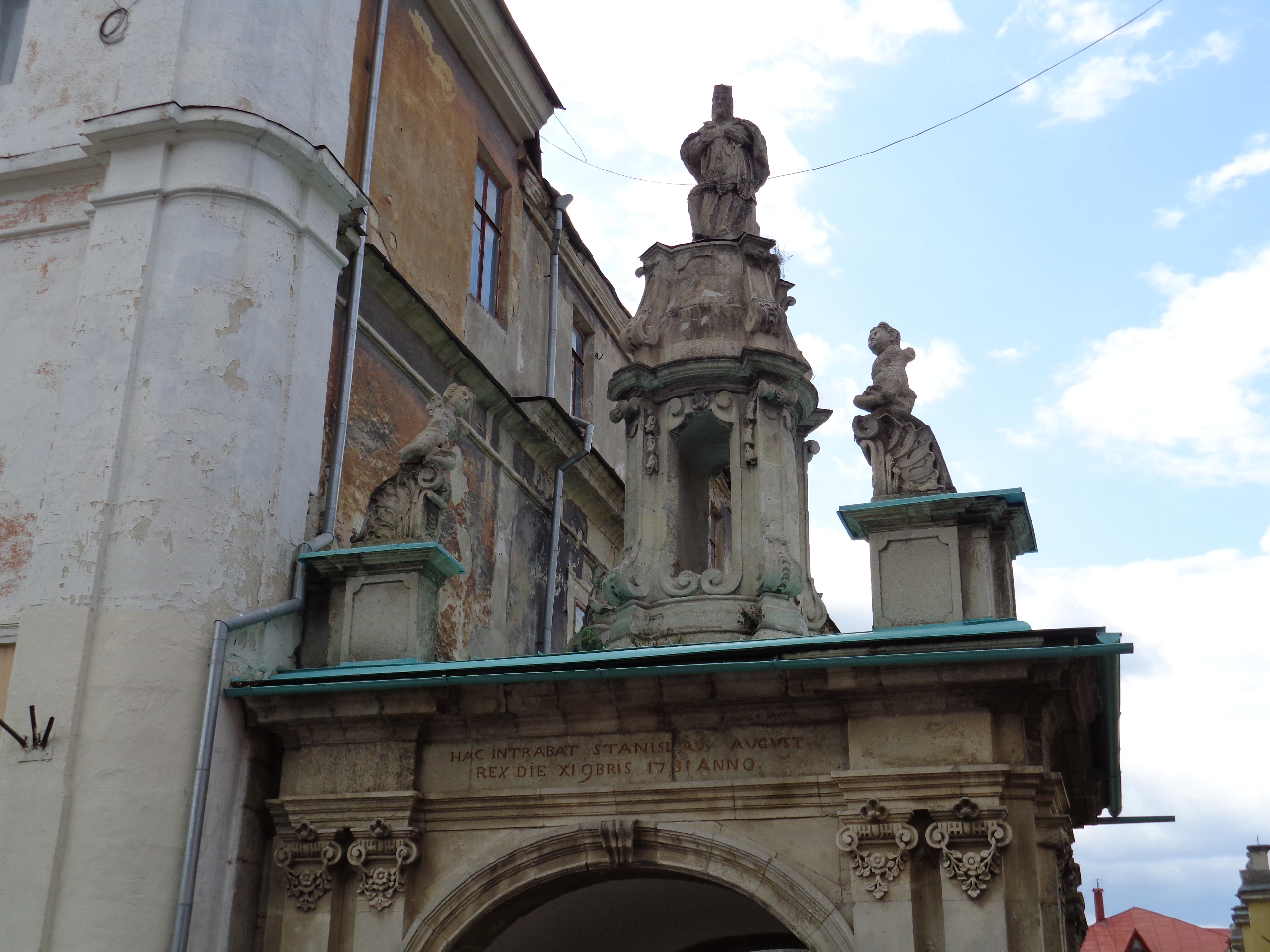
Брама